# Coenzyme A
« CoA » redirige ici. Pour les autres significations, voir COA.
La coenzyme A (CoA) est une coenzyme de transfert de groupements acyle intervenant dans de très nombreuses voies du métabolisme (cycle de Krebs, bêta-oxydation).
Elle a été isolée la première fois en 1951 par le biochimiste allemand Feodor Lynen (qui reçut en 1964 le prix Nobel) sous la forme d'acétyl-coenzyme A (« acide acétique activé ») à partir de cellules de levure.

## Structure
La coenzyme A est composée de différents éléments : un nucléotide, l'adénosine diphosphate (ADP), une vitamine, la vitamine B5 (acide pantothénique) et un acide aminé, la cystéine, légèrement modifiés et liés entre eux.

Constituants de la coenzyme A

Dans le détail, la coenzyme A est composée :
1. de l'adénosine 3'phosphate
2. du pyrophosphate
3. de l'acide pantoïque (3 + 4 = acide pantothénique)
4. de la β-alanine
5. de la cystéamine (2-aminoéthanethiol)

Sa partie réactive est la fonction thiol (-SH) de la thioéthanolamine et elle est très souvent symbolisée par HS-CoA (ou CoA-SH).

## Biosynthèse
La coenzyme A est synthétisée en 5 étapes, à partir du pantothénate, base conjuguée de l'acide pantothénique (vitamine B5).
1. Le pantothénate est phosphorylé en 4'-phosphopantothénate par la pantothénate kinase (PanK; CoaA; CoaX).
2. Une molécule de cystéine est ajoutée au 4'-phosphopantothénate par la phosphopantothénoylcystéine synthétase (CoaB) pour former la 4'-phospho-N-pantothénoylcystéine (PPC)
3. La PPC est décarboxylée en 4'-phosphopantéthéine par action de la phosphopantothénoylcystéine décarboxylase (PPC-DC, CoaC)
4. La 4'-phosphopantéthéine est adénylylatée (ajout d'adénosine monophosphate) pour former le déphospho-CoA par action de l'enzyme phosphopantéthéine adénylyl transférase (CoaD)
5. Le déphospho-CoA est finalement phosphorylé en coenzyme A par réaction avec l'ATP par action de la déphosphocoenzyme A kinase (CoaE).

## Réactivité avec les acides carboxyliques
Grâce à la fonction thiol de la cystéamine, la coenzyme A est capable de former avec les fonctions carboxyle de certains composés (comme les acides gras par exemple) des thioesters, appelés carboxyl-CoA. Cette liaison thioester est particulièrement riche en énergie.
CoA-SH + R-COOH → CoA-S-CO-R  ( + H2O )
La coenzyme A participe ainsi directement (en tant qu'acyl-CoA) au métabolisme des graisses, et indirectement (en tant qu'acétyl-CoA) au métabolisme des glucides et des protéines.
On dit que la coenzyme A, à travers les liaisons thioesters fortement énergétiques qu'elle forme avec ses partenaires, « active » ces derniers, et leur permet ainsi de participer à des réactions auxquelles ils ne participeraient pas s'ils n'étaient pas activés par la coenzyme.

## Principaux thioesters carboxyl-CoA
- acétyl-CoA
- Propionyl-CoA
- Acétoacétyl-CoA
- Coumaroyl-CoA (intervenant dans la biosynthèse des flavonoïdes et des coumarines)
- Acyles d'acides dicarboxyliques
  - Malonyl-CoA
  - Succinyl-CoA
  - HMG-CoA (intervenant dans la biosynthèse des terpénoïdes)
  - 3-méthylglutaconyl-CoA
  - Méthylmalonyl-CoA
  - Pimelyl-CoA (intervenant dans la biosynthèse de la biotine/Vitamine B8)
- Butyryl-CoA

## Sources en CoA
Abats, champignons, viande, jaune d'œuf.